# Twierdzenie o ideale pierwszym
Twierdzenie o ideale pierwszym – twierdzenie teorii krat rozdzielnych.

## Twierdzenie
Twierdzenie o ideale pierwszym najczęściej używane jest w kontekście związanym z algebrami Boole’a jednak jego najogólniejsza wersja odnosi się do krat rozdzielnych:
Niech {\displaystyle {\mathcal {K}}=(K,+,\cdot )} będzie kratą rozdzielną. Jeśli {\displaystyle F\subseteq K} jest filtrem i {\displaystyle a\in K\setminus F,} to istnieje ideał pierwszy {\displaystyle C} rozłączny z {\displaystyle F} i zawierający {\displaystyle a.}

Diagram Hassego kraty M_{3}, w której żaden ideał nie jest pierwszy

Założenie rozdzielności kraty jest istotne, na przykład w kracie {\displaystyle M_{3},} potocznie zwanej diamentem, żaden ideał nie jest pierwszy.
Bardziej rozpowszechnioną wersją tego twierdzenia jest tzw. BPI (od ang. Boolean prime ideal theorem), które brzmi następująco:
W każdej algebrze Boole’a istnieje ideał pierwszy.
Ponieważ dualizacja algebry Boole’a jest algebrą Boole’a, a ideały i filtry są pojęciami dualnymi, to można sformułować inne, równoważne, wersje BPI:
- W każdej algebrze Boole’a istnieje ideał/filtr maksymalny (w algebrach Boole’a pojęcia ideału/filtru pierwszego i maksymalnego pokrywają się).
- W algebrze Boole’a każdy filtr właściwy zawarty jest w pewnym ultrafiltrze (ultrafiltr – inna nazwa filtru maksymalnego).

## Dowód (z wykorzystaniem lematu Kuratowskiego-Zorna)
Niech {\displaystyle {\mathcal {K}},F{\mbox{ i }}a} będą takie, jak w twierdzeniu. Niech dalej
{\displaystyle {\mathcal {F}}=\{C\subseteq K:\,a\in C,\;C\cap F=\varnothing ,\;C{\mbox{ – ideał}}\,\}}
Jak łatwo sprawdzić, {\displaystyle {\mathcal {F}}} domknięta jest na sumy łańcuchów. Wobec tego, na mocy lematu Kuratowskiego-Zorna, istnieje w niej element maksymalny {\displaystyle C.} Jest on ideałem rozłącznym z {\displaystyle F} zawierającym {\displaystyle a.} Pokażemy, że jest on pierwszy. Przypuśćmy zatem, że dla pewnych {\displaystyle c,d\in K} zachodzi {\displaystyle c\cdot d\in C,\;c,d\not \in C.} Niech teraz {\displaystyle C_{c}{\mbox{ i }}C_{d}} będą minimalnymi ideałami zawierającymi {\displaystyle C\cup \{c\}} i {\displaystyle C\cup \{d\},} odpowiednio. Wówczas, {\displaystyle C_{c},\;C_{d}\,\not \in {\mathcal {F}},} skąd {\displaystyle F\cap C_{c},\,F\cap C_{d}\neq \varnothing .} Niech zatem {\displaystyle f_{c},f_{d}\in F} będą takie, że {\displaystyle f_{c}\in F\cap C_{c}} i {\displaystyle f_{d}\in F\cap C_{d}.} Istnieją wówczas takie {\displaystyle x_{c},x_{d}\in C,} że {\displaystyle f_{c}\leqslant x_{c}+c} i {\displaystyle f_{d}\leqslant x_{d}+d.} Wówczas jednak {\displaystyle f=f_{c}\cdot f_{d}\leqslant x_{c}+c,\,x_{d}+d\leqslant (x_{c}+x_{d})+c,\,(x_{c}+x_{d})+d,} skąd
{\displaystyle f\leqslant [(x_{c}+x_{d})+c]\cdot [(x_{c}+x_{d})+d]=[(x_{c}+x_{d})+c\cdot d]\in C,}
co oznacza, iż {\displaystyle f\in C\cap F} przecząc wyborowi {\displaystyle C.} Uzyskana sprzeczność dowodzi tezy twierdzenia.

## Dowód (z wykorzystaniem twierdzenia o zwartości)
Dla krat skończonych łatwo to udowodnić za pomocą indukcji matematycznej.
Niech zatem {\displaystyle {\mathcal {K}}} będzie kratą nieskończoną i niech {\displaystyle {\mathcal {L}}_{\mathcal {K}}} będzie językiem klasycznego rachunku zdań ze zbiorem {\displaystyle \{\mathbf {p} _{x}\colon x\in K\}} jako zbiorem zmiennych zdaniowych.
Rozważmy następujący zbiór {\displaystyle X} formuł zdaniowych w tym języku:
{\displaystyle \mathbf {C} \mathbf {p} _{x}\mathbf {p} _{y},\,x\geqslant y}
{\displaystyle \mathbf {CK} \mathbf {p} _{x}\mathbf {p} _{y}\mathbf {p} _{x+y}}
{\displaystyle \mathbf {C} \mathbf {p} _{x\cdot y}\mathbf {A} \mathbf {p} _{x}\mathbf {p} _{y}}
{\displaystyle \mathbf {N} \mathbf {p} _{x},\,x\in F}
{\displaystyle \mathbf {p} _{a}}
gdzie {\displaystyle x,y\in K.}
Niech teraz {\displaystyle X_{0}} będzie skończonym podzbiorem zbioru {\displaystyle X.} Możemy założyć, że {\displaystyle \mathbf {p} _{a}\in X_{0}.} Niech dalej {\displaystyle K_{0}} będzie zbiorem tych elementów {\displaystyle x} zbioru {\displaystyle K,} dla których {\displaystyle \mathbf {p} _{x}} występuje w {\displaystyle X_{0}.} Wówczas podkrata {\displaystyle {\mathcal {K}}_{0}} wyznaczona przez zbiór {\displaystyle K_{0},} będąc skończenie generowaną kratą rozdzielną, jest skończona. Niech dalej {\displaystyle F_{0}} będzie filtrem wyznaczonym przez {\displaystyle F\cap K_{0}} w kracie {\displaystyle {\mathcal {K}}_{0}.} {\displaystyle a\not \in F_{0}.} Istnieje więc ideał pierwszy {\displaystyle C_{0}} kraty {\displaystyle {\mathcal {K}}_{0},} który jest rozłączny z {\displaystyle F_{0}} i zawiera {\displaystyle a.} Niech teraz {\displaystyle v_{0}(\mathbf {p} _{x})=1\;\Leftrightarrow \;x\in C_{0}.} Nietrudno wykazać, że {\displaystyle v_{0}} spełnia wszystkie formuły ze zbioru {\displaystyle X_{0}.} Wobec dowolności zbioru {\displaystyle X_{0},} oznacza to, że każdy skończony podzbiór zbioru {\displaystyle X} jest spełnialny. Niech zatem {\displaystyle v} spełnia wszystkie formuły zbioru {\displaystyle X.} Wówczas {\displaystyle C=\{a\colon v(\mathbf {p} _{a})=1\,\}} jest szukanym ideałem pierwszym kraty {\displaystyle {\mathcal {K}}.}